# Elektronische Zeitschrift
Eine elektronische Zeitschrift, auch E-Journal, eJournal oder Onlinemagazin, ist eine Zeitschrift, die dem Leser im Gegensatz zur gedruckten Form digital zur Verfügung steht. Elektronische Zeitschriften wurden anfangs auf Datenträgern verbreitet (etwa die auf Disketten gespeicherten Diskmags), heute als Netzpublikationen über das Internet. Im Netz publizierte elektronische Zeitschriften werden auf den Websites ihrer kommerziellen oder nicht-kommerziellen Anbieter entweder gratis oder kostenpflichtig angeboten.
Etliche Zeitschriften erscheinen sowohl im Druck als auch elektronisch, andere ausschließlich elektronisch („e-only“). Eine bedeutende Rolle spielen elektronische Zeitschriften vor allem im Bereich wissenschaftlicher Fachzeitschriften.
Als wesentliches Merkmal einer elektronischen Zeitschrift gilt, dass ihre Artikel dauerhaft und im Volltext zugänglich sind. Nach dieser Definition sind weder Websites von gedruckten Zeitschriften, auf denen kein Volltext geboten, sondern lediglich auf die Druckausgabe verwiesen wird, elektronische Zeitschriften, noch Zeitschriften, von denen ausschließlich das Inhaltsverzeichnis, Abstracts oder eine Vorschau digital verfügbar sind.
Wie bei herkömmlichen Zeitschriften gehören auch zu einem elektronischen Magazin eine Redaktion (etwa eine Online-Redaktion), ein Herausgeber (in der Regel ein Verlag, z. B. ein Onlineverlag) und Autoren.

## Geschichte
Als erste elektronische Version einer Zeitschrift erschien ab 1982 die Harvard Business Review in einer elektronischen Parallelausgabe für den Dienst Bibliographic Information Services.
Unter den deutschsprachigen Medien beansprucht der seit 1994 erscheinende Schattenblick die erste elektronische Zeitung gewesen zu sein.

## Formen
Da viele Leser auch heute noch gedruckte Artikel bevorzugen, handelt es sich bei der Mehrzahl elektronischer Zeitschriften um Onlineversionen einer gedruckten Ausgabe. Reine Online-Zeitschriften sind deutlich seltener, im Bereich der wissenschaftlichen Zeitschriften machen sie etwa 10 bis 15 Prozent aus. Allerdings ist zuletzt in Spezialbereichen (z. B. bei Rezensionen) eine deutliche Steigerung feststellbar. Aufgrund der entfallenen Druck- und Vertriebskosten können elektronische Zeitschriften theoretisch kostenlos zugänglich gemacht werden, falls die für ihre Erstellung beteiligten Personen aus anderen Quellen bezahlt werden oder ohne Bezahlung arbeiten.
Im Gegensatz zu gedruckten Zeitschriften können kommerzielle elektronische Zeitschriften in der Regel nicht gekauft, sondern es kann nur über einen Lizenzvertrag ein Nutzungsrecht erworben werden. Aufgrund der steigenden Zeitschriftenpreise schließen sich viele Bibliotheken zu Konsortien zusammen, die mit den Verlagen Konsortialverträge aushandeln. Bekannte wissenschaftliche Zeitschriftenverlage, die in diesem Bereich tätig sind, sind unter anderem der Springer-Verlag und Elsevier.

## Neue Publikationsmodelle
Aufgrund der neuen Möglichkeiten des Online-Mediums und der Preispolitik der Verlage (der sogenannten Zeitschriftenkrise) sind neue Publikationsformen entstanden. Gefordert wird unter anderem eine Freigabe aller publizierten Artikel nach einem gewissen Zeitraum bis hin zu einer vollständigen Abschaffung der Verlage als Vermittler zwischen Autor und Leser. Die Open-Access-Bewegung (siehe etwa Budapest Open Access Initiative, Berliner Erklärung) fordert, dass die Zeitschriftenliteratur mittels Selbstarchivierung (self-archiving) und Gründung neuer freier E-Journale zugänglich sein soll. Selbstarchivierung heißt: Auf Eprint-Servern stellen Wissenschaftler ihre Artikel vor („Preprint“) oder nach („Postprint“) einer Zeitschriftenveröffentlichung online zur Verfügung. Verschiedene Geschäftsmodelle erproben Antworten auf die offene Frage, wie die administrativen Kosten der Erstellung einer Zeitschrift verteilt werden sollen.